# 二龙山水库 (四平)
二龙山水库位于中国吉林省四平市梨树县石岭镇，是以防洪、除涝、灌溉为主，结合城市供水、发电、养鱼等功能的大（二）型水库。